# 협의주의
협의주의 (協議主義, Consociationalism, /kənˌsoʊʃiˈeɪʃənəlɪzəm/)는 기술적으로는 전력 분배의 한 형태일 뿐이지만, 종종 전력 분배와 동의어로 간주된다.

## 같이 보기
- 갈등 관리
- 합의 민주주의
- 법인 연방주의
- 수평선
- 다원 법칙
- 소수 집단
- 소수 권리
- 무정부 상태
- 수이 이우리스

## 참고 도서
- S. Issacharoff, "Constitutionalizing Democracy in Fractured Societies", Texas Law Review 82, 2004.